# Zuccata
La zuccata è un tipico prodotto della pasticceria siciliana a base di zucca candita, ed è usata prevalentemente per decorare la cassata.
È un ingrediente dei muccunetti.